# Squilla rugosa
Squilla rugosa är en kräftdjursart som beskrevs av Bigelow 1893. Squilla rugosa ingår i släktet Squilla och familjen Squillidae. Inga underarter finns listade i Catalogue of Life.